# Вільгельм Вільке
Вільгельм Ві́льке (нім. Wilhelm Wilke; 6 травня 1878 — 5 січня 1963) — німецький офіцер, контрадмірал запасу рейхсмаріне.

## Біографія
7 квітня 1896 року вступив на флот. В 1909 році був офіцером Адмірал-штабу військово-морської станції «Нордзе». Учасник Першої світової війни, до жовтня 1916 року — офіцер Адмірал-штабу Флоту відкритого моря, одночасно навігаційний офіцер флоту і навігаційний офіцер на великому лінкорі «Фрідріх Великий». На борту цього корабля брав участь у битві при Скаггераку. Після цього до кінця війни був завідувачем відділу мобілізації, військових питань морського права і другорядних інтересів ВМС Загального департаменту Імперського військово-морського управління. Після демобілізації армії залишений на флоті. 31 грудня 1923 року звільнений у відставку.

## Звання
- Капітан-лейтенант (30 березня 1906)
- Корветтен-капітан (22 березня 1913)
- Фрегаттен-капітан (21 січня 1920)
- Капітан-цур-зее (1 жовтня 1920)
- Контрадмірал запасу (31 грудня 1923)

## Нагороди
- Столітня медаль (22 березня 1897)
- Орден Меджида 4-го класу (Османська імперія; 6 квітня 1901)
- Китайська медаль в бронзі
- Орден Червоного орла 4-го класу з короною
  - орден (31 липня 1907)
  - корона (19 вересня 1912)
- Медаль Червоного Хреста (Пруссія) 3-го класу
- Залізний хрест 2-го і 1-го класу
- Ганзейський хрест (Бремен)
- Військовий хрест Фрідріха-Августа (Ольденбург) 2-го (із застібкою «Перед ворогом») і 1-го класу
- Хрест «За вислугу років» (Пруссія)
- Почесний хрест ветерана війни з мечами